# Planý vrch
Planý vrch je přírodní rezervace, byla vyhlášena v roce 1966 a nachází se u obce Mnichov. Předmětem ochrany je přirozený bor s význačnou květenou na hadcovém substrátu. Péčí o lokalitu je pověřena správa CHKO Slavkovský les.

## Popis oblasti
Lokalita se nachází v Chráněné krajinné oblasti Slavkovský les na jihovýchodním svahu Vlčího hřbetu pod kótou V boru (860,1 m n. m.) , přibližně jeden kilometr západně od Mnichova, jeden kilometr severně od Sítin v katastrálním území Mnichov u Mariánských Lázní. Území je ukázkou hadcových skalek, teras, srázu, balvanitých rozpadů a lomových pozůstatků po těžbě hadce. Zalesněný hadcový hřeben tvořící krajinnou dominantu, která je součástí hadcového komplexu Mnichovské hadce. Lokalitou neprochází žádná turisticky značená trasa, přístup k okraji lokality je možný po neznačené cestě od silnice Mnichov–Prameny.

## Přírodní poměry

### Geologie
Z geomorfologického hlediska území náleží do celku Slavkovského lesa, podcelku Hornoslavkovské vrchoviny. 

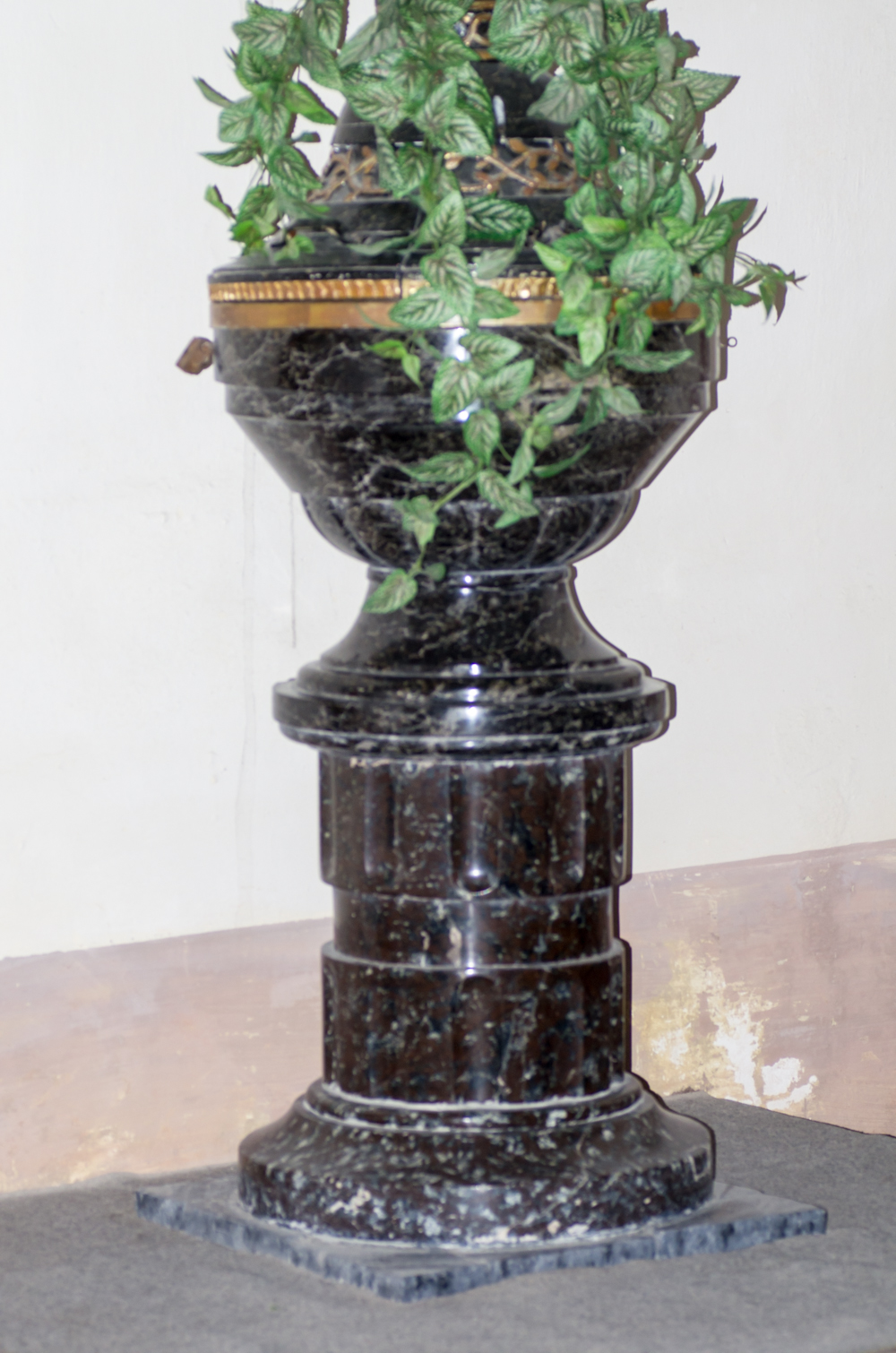
Křtitelnice z místního hadce umístěná v kostele svatého Petra a Pavla

Území je částí mariánskolázeňského metabasitového komplexu, tvořeného převážně amfibolity a serpentinity. Geologický podklad přírodní rezervace tvoří metamorfovaná hornina serpentinit (hadec) s četnými výchozy skalních útvarů. Serpentinity a jejich výchozy jsou součástí většího hadcového tělesa hřbetu Vlčku (Vlčí kámen 883 m n. m.), nazývaného též Vlčí hřbet. Zdejší serpentinit má černozelenou barvu s četnými žilkami azbestu.
Hadce se zde těžily až do 1. čtvrtiny 20. století. Nejvýraznější skalní útvary dosahující výšky několik metrů, výrazné skalní hadcové výchozy se nacházejí roztroušeně na velké části území přírodní rezervace.
V nedaleké brusírně se ze zdejšího hadce vyráběly náhrobní kameny a různé dekorační předměty. V kostele sv. Petra a Pavla v Mnichově je k vidění křtitelnice, vyrobená z místního serpentinitu, místním hadcem je vyložený interiér Křížového pramene v Mariánských Lázních.

### Flóra a fauna
V lesních porostech na skalním podkladu převládá původní borovice lesní (Pinus sylvestris) nad smrkem ztepilým (Picea abies), menší podíl tvoří modřín opadavý (Larix decidua). Současné smrkové porosty však mají po stránce přirozené obnovy vysokou aktivitu, takže již v dřívější době místy podrůstaly původní borové porosty. Lesnická činnost na území je proto směrována k vytvoření věkově strukturovaných hadcových borů s důrazem na potlačení smrku, jinak by hrozila postupná přeměna borů v smrčiny přirozenou cestou. Problémy z hlediska zmlazování borovic přináší rovněž spárkatá zvěř, především nepůvodní jelen sika, který se stahuje z širokého okolí a výrazně preferuje při okusu mladé borovice oproti smrkům.
Lesní podrost tvoří zejména keříčky trávy a lišejníky, vřes obecný (Calluna vulgaris), vřesovec pleťový (Erica herbacea), ostřice chlumní (Carex montana), chrastavec rolní hadcový (Knautia arvensis subsp. serpentinicola), zimostrázek alpský (Polygala chamaebuxus), brusnice borůvka (Vaccinium myrtillus), brusnice brusinka (Vaccinium vitis-idaea). Hadcové skalní výchozy, sekundární sutě, lomy na hadec a jejich odvaly vytvářejí vhodná stanoviště pro ohrožené druhy květeny typické pro hadcový podklad.
Na hadcovém podkladu roste řada ohrožených rostlin. Na vlhkých a zamokřených stanovištích, především v podmáčených smrčinách, jsou tyto rostliny zastoupeny zejména endemickým rožcem kuřičkolistým (Cerastium alsinifolium) a svízelem sudetským (Galium sudeticum). Štěrbinovou vegetaci hadcových skal tvoří kapradiny, zastoupené sleziníkem nepravým (Asplenium adulterinum) a sleziníkem hadcovým (Asplenium cuneifolium). Zajímavostí je výskyt i dalších druhů sleziníků – sleziníku červeného (Asplenium trichomanes) a sleziníku severního (Asplenium septentrionale), které rostou na sutích v těsném sousedství sleziníku nepravého a hadcového.
Na lesnatém a skalnatém území rezervace žijí běžné druhy lesních živočichů. Opakovaně byl pozorován lelek lesní (Caprimulgus europaeus). Na území je občasný výskyt výra velkého (Bubo bubo), ovšem bez prokázaného hnízdění. Větší část roku žije v lesních porostech ohrožená ropucha obecná (Bufo bufo).

## Galerie

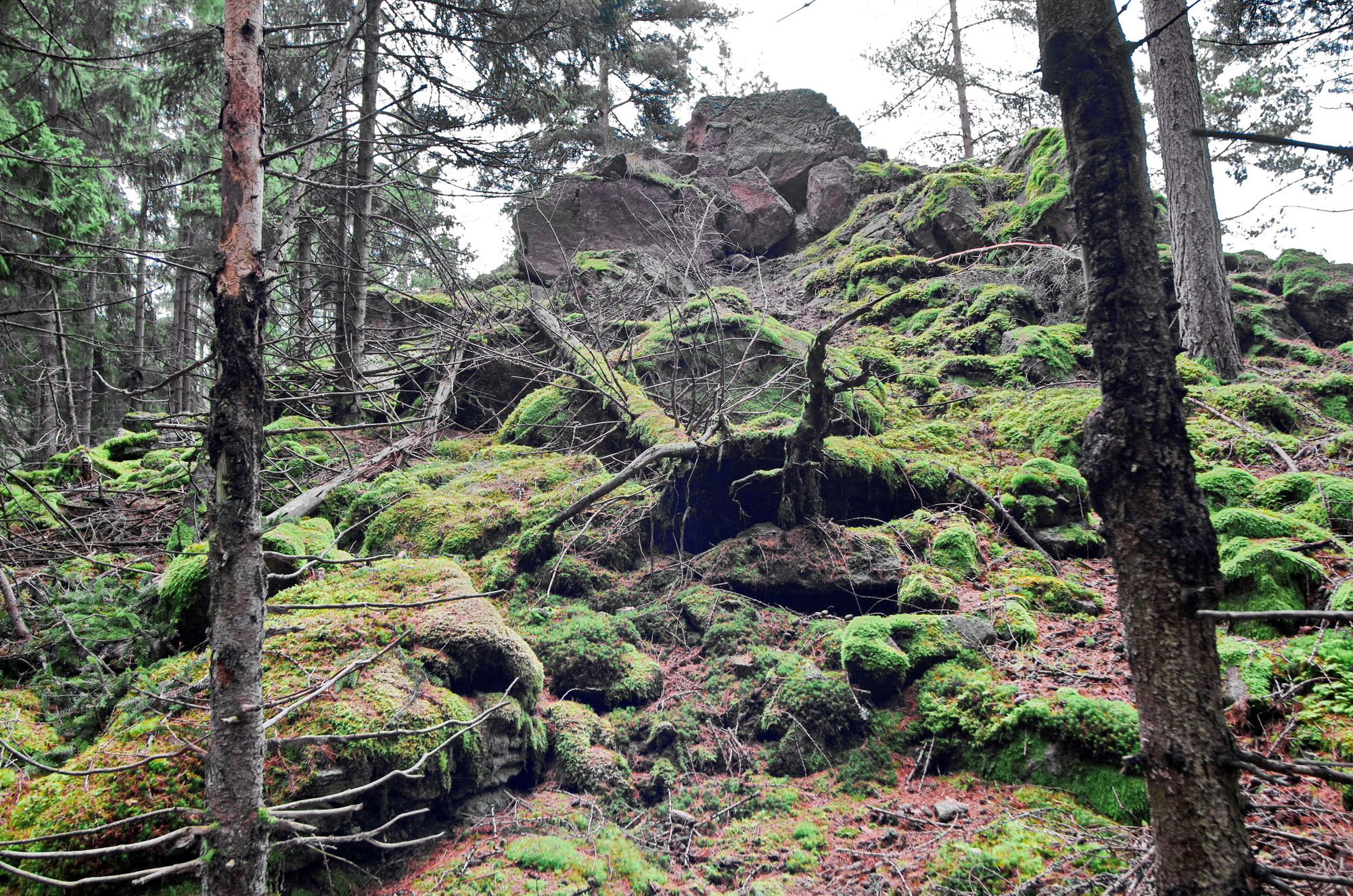
skalní hadcový výchoz v prosinci 2014
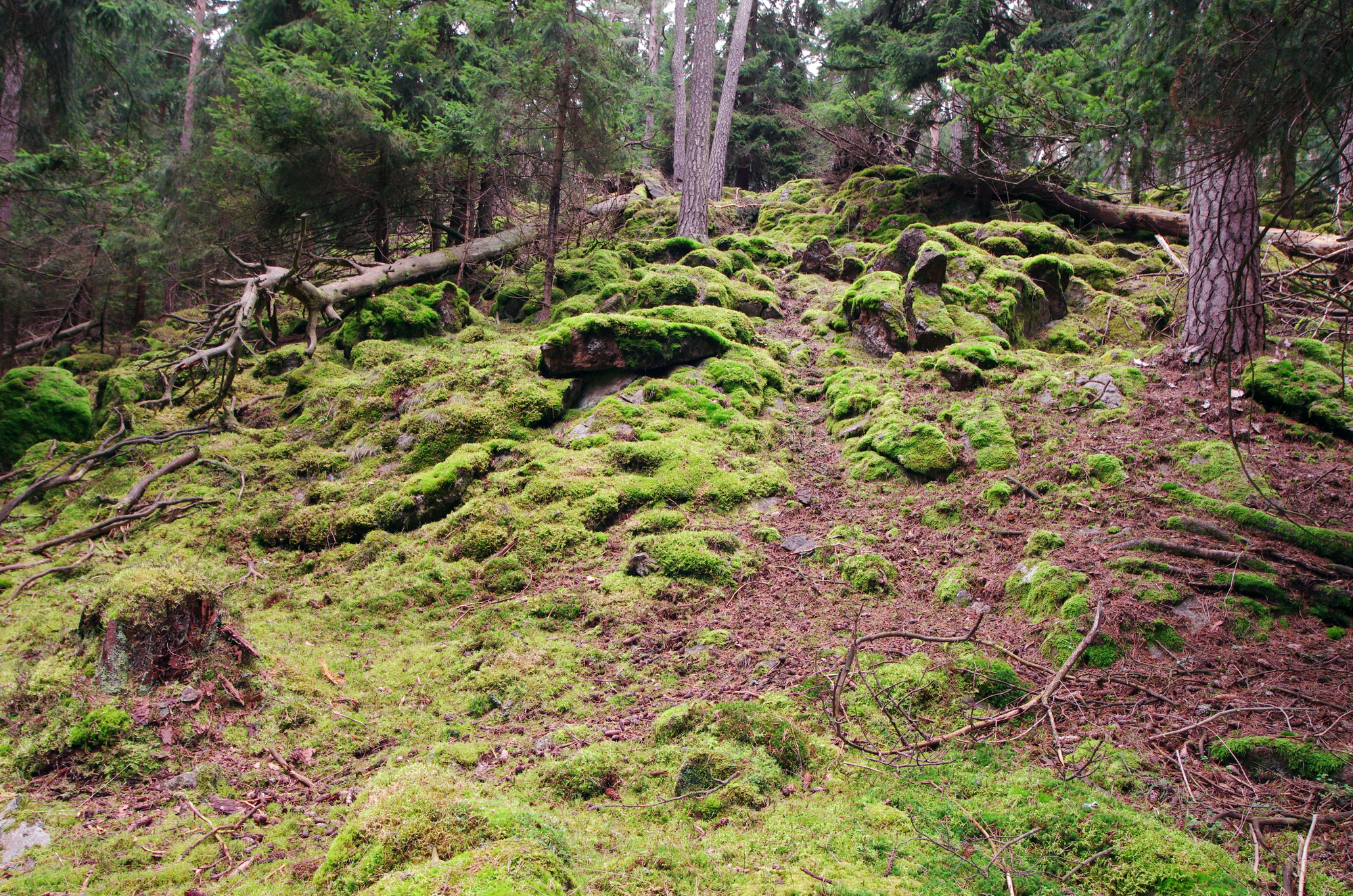
suťový svah v prosinci 2014
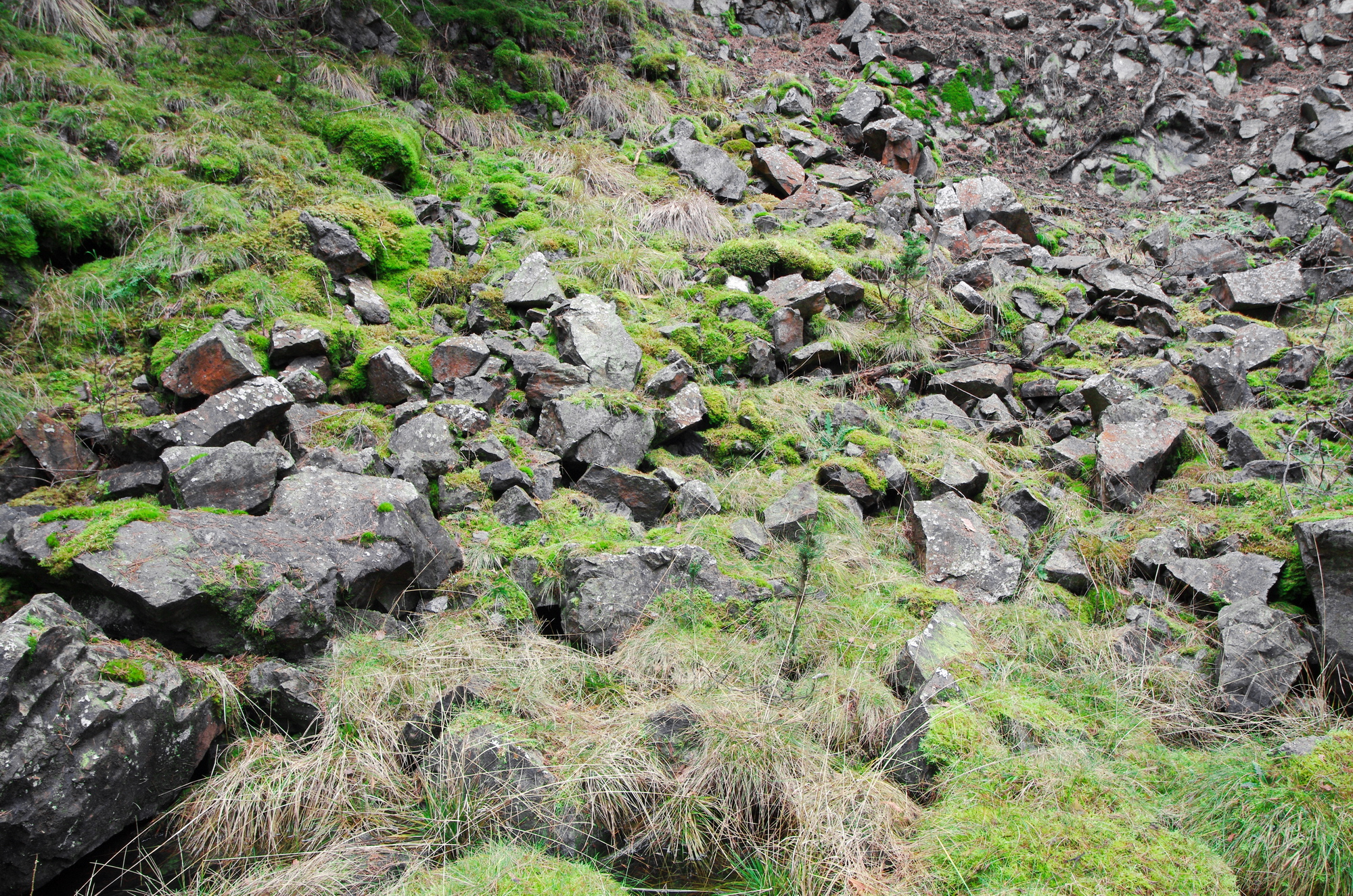
úpatí opuštěného lomu na hadec v prosinci 2014
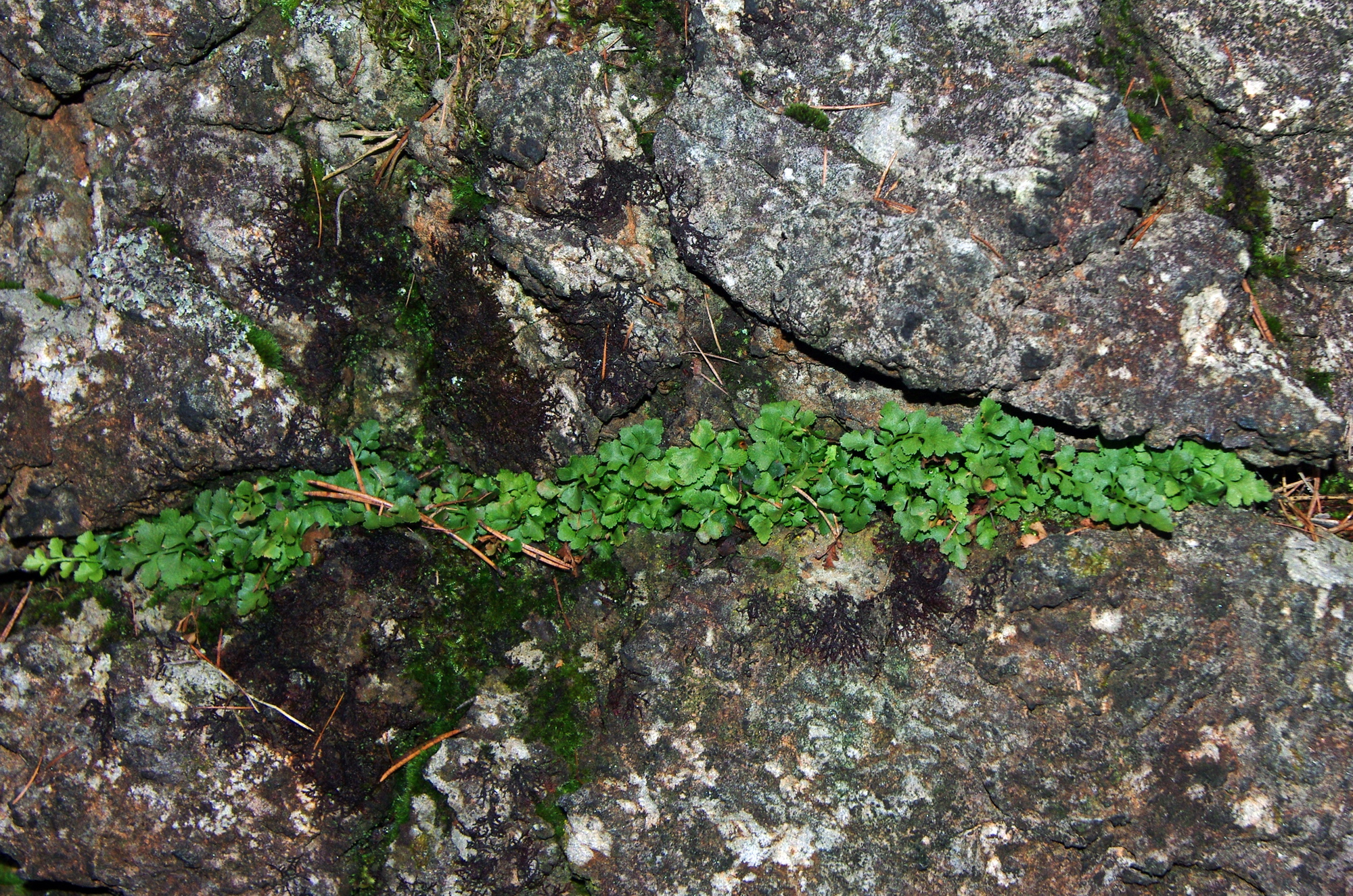
sleziník hadcový ve skalní puklině v prosinci 2014
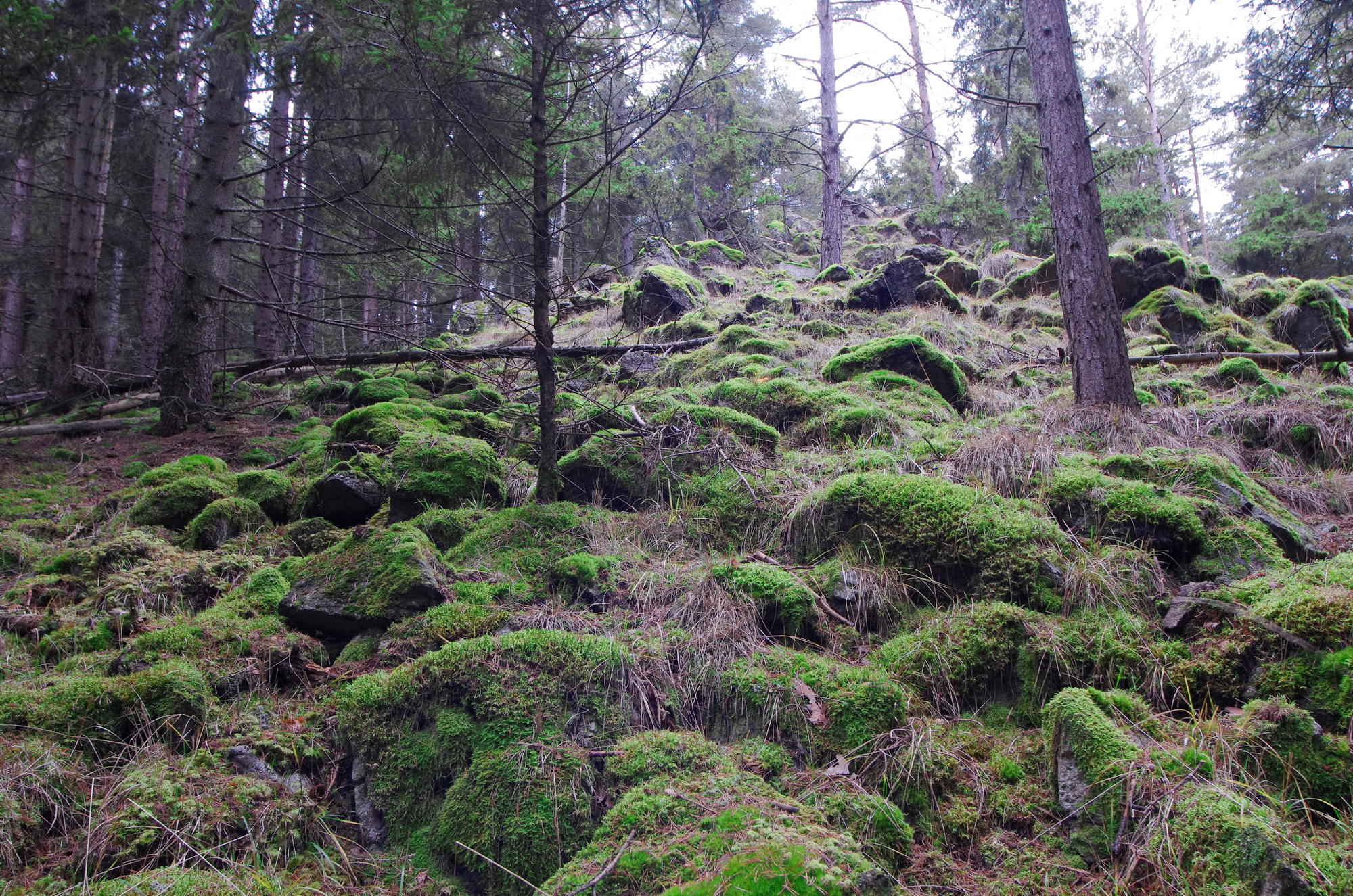
balvany hadce v prudkém svahu v prosinci 2014
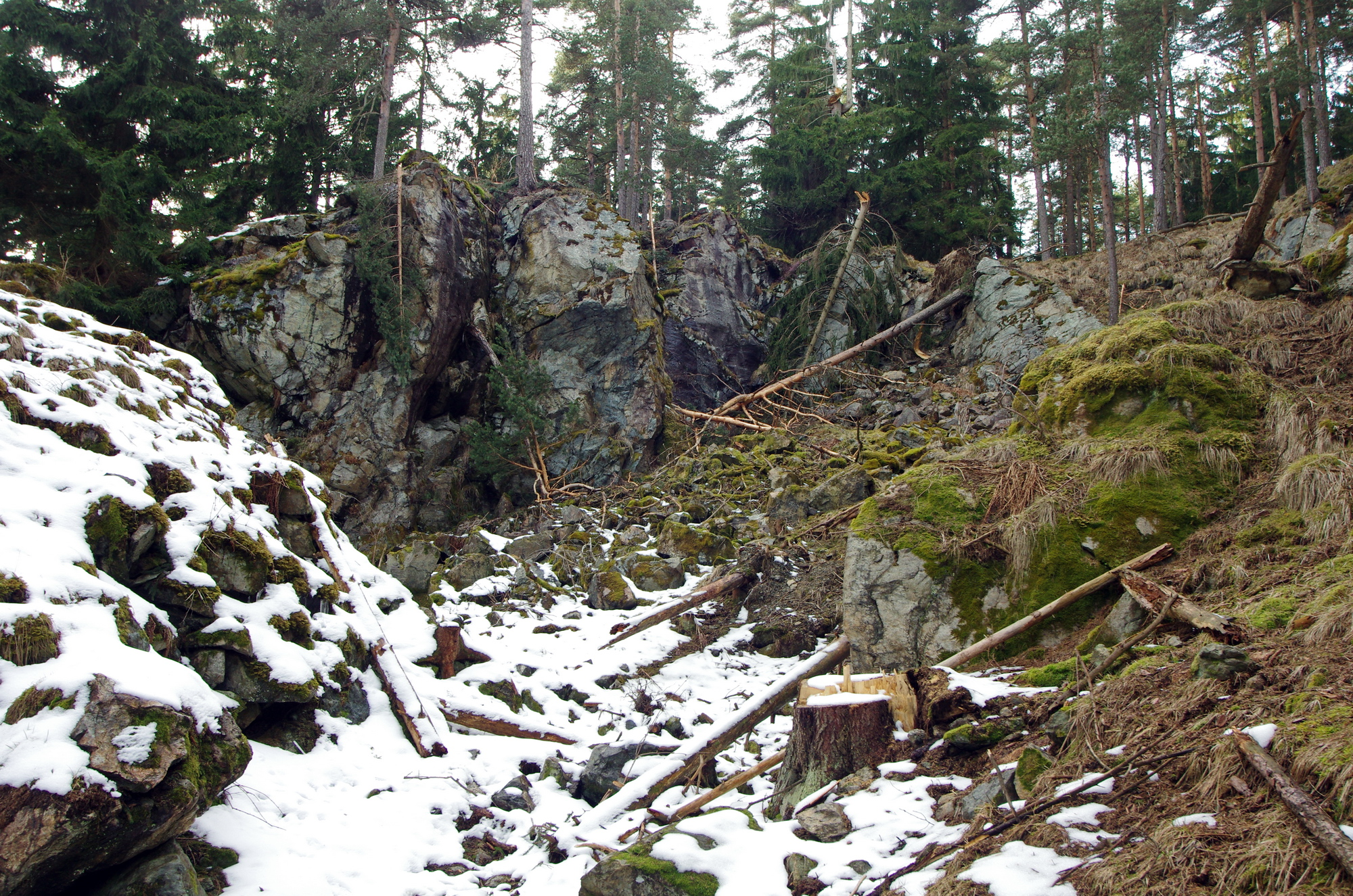
opuštěný hadcový lom v dubnu 2015